# Arrondissement d'Anse-d'Ainault
L’Arrondissement d'Anse-d'Ainault est un arrondissement d'Haïti, subdivision du département de Grand'Anse. Il a été créé autour de la ville de Anse-d'Ainault qui est aujourd'hui son chef-lieu. Il est peuplé par 89 597 habitants (estimation 2009).
L’arrondissement compte quatre communes :
- Anse-d'Ainault.
- Dame-Marie .
- Les Irois.
- Île de la Navasse (inhabité, 2008).